# Banská Štiavnica
Banská Štiavnica (pronunciado /bánska shchiávnitsa/ en fonética española; pronunciación en eslovacoⓘ) es una ciudad de Eslovaquia. Tiene una población estimada, en febrero de 2023, de 9414 habitantes.
Está situada en el centro de una inmensa caldera creada por el colapso de un antiguo volcán. Debido a su tamaño, la caldera es conocida como Montañas de Štiavnica.
Es un pueblo medieval completamente preservado. Debido a su valor histórico, la ciudad y sus alrededores fueron declarados Patrimonio de la Humanidad por la UNESCO el 11 de diciembre de 1993.

## Historia
El destino de esta ciudad ha estado estrechamente ligado a la explotación de sus abundantes recursos de plata. De acuerdo con la evidencia que surge de las excavaciones realizadas, el lugar estuvo habitado ya durante el periodo neolítico.
El primer establecimiento minero fue fundado por los celtas en el siglo III a. C. Fue ocupado probablemente por la tribu céltica de los Cotini. Los autores romanos mencionaron las actividades mineras de los Cotini, que habían vivido en la actual Eslovaquia central hasta que fueron deportados a Panonia en el marco de las guerras marcomanas por Roma. El lugar también estuvo habitado por los primeros eslavos y un asentamiento fortificado eslovaco estuvo situado aquí durante el siglo X y el siglo XI.
En la Alta y Baja Edad Media la ciudad era el principal productor de plata y oro del Reino de Hungría (Eslovaquia fue parte de ese reino a partir del siglo XI hasta 1918). El lugar era denominado «terra banensium» (la tierra de los mineros) en 1156. A la población eslovaca inicial se le fueron uniendo colonos alemanes durante el siglo XIII. Banská Štiavnica ganó el estatus de ciudad real en 1238, como una de las primeras ciudades del Reino de Hungría.
Durante las guerras otomanas, los turcos hicieron esfuerzos concertados para conquistar los ricos pueblos mineros del centro eslovaco (Banská Štiavnica, Banská Bystrica y Kremnica). Esta nueva amenaza forzó a la ciudad a construir poderosas fortificaciones, incluyendo dos castillos, en el siglo XVI. Como uno de los centros más importantes de la reforma protestante en el país, la ciudad perteneció a la «Liga de los Siete Pueblos Mineros», junto con Banská Belá, Banská Bystrica, Kremnica, Ľubietová, Nová Baňa y Pukanec.
La ciudad fue también un importante centro de innovación en la industria minera. Fue uno de los primeros lugares donde la pólvora fue utilizada en una mina (1627). Para drenar aguas de las minas inundadas, se creó un sofisticado sistema de embalses y canales conocido como tajchy. Este sistema fue diseñado y construido por los científicos locales Jozef Karol Hell, Maximilian Hell y Samuel Mikovíny en el siglo XVIII. El tajchy no solo lograr evitó el cierre de las minas, sino que proporcionó energía para los inicios de la industrialización en la zona.
En 1735 Samuel Mikovíny creó en la ciudad la primera escuela técnica para la industria minera del Reino de Hungría. A principios de 1763, el Hofkammer en Viena, con el apoyo de la reina María Teresa, transformó la escuela en la Academia de Minería, creando la primera universidad técnica en el mundo.
En 1919, después de la creación de Checoslovaquia, la Academia fue trasladada a Sopron, en Hungría.
Las tradiciones estudiantiles de la Academia permanecen vivas en sus sucesoras, la Universidad de Miskolc y la Universidad Eslovaca de Tecnología, en Bratislava.
En 1782 Banská Štiavnica era la tercera ciudad más grande del Reino de Hungría (con 23.192 habitantes, que sumados a los pobladores de los suburbios alcanzaba los 40.000), tras Bratislava y Debrecen, pero el desarrollo de la ciudad estaba demasiado ligado a la industria minera, que fue progresivamente declinando desde la segunda mitad del siglo XIX. En la actualidad es un importante centro turístico, beneficiado por su rico patrimonio histórico.

## Lugares de interés
El corazón de la ciudad es la histórica plaza de la Trinidad (en eslovaco, Trojičné námestie), dominada por una monumental columna de María y la Santísima Trinidad. La plaza es el centro cultural de la ciudad y hay también un museo minero. Los dos castillos, denominados Nuevo (Starý zámok) y Viejo (Nový zámok), se han convertido en sendos museos.
Una mina al aire libre se ha convertido en museo, ofreciendo una visita de 1.5 kilómetros por las galerías del siglo XVII. Otra vieja mina, Glanzenberg, es aún más antigua, y ha atraído a numerosos visitantes ilustres, como Francisco I, José II y Leopoldo II.
La ciudad está rodeada de lagos artificiales denominados tajchy. Sesenta embalses fueron construidos entre el siglo XV y el siglo XViii para proveer de energía a la industria minera. Estos embalses están conectados por más de 100 kilómetros de canales.

## Demografía
| Año        | 1994   | 2004    | 2014    | 2024    |
| ---------- | ------ | ------- | ------- | ------- |
| Población  | 10 582 | 10 814  | 10 191  | 9293    |
| Diferencia |        | +2,19 % | −5,76 % | −8,81 % |

| Año        | 2023 | 2024    |
| ---------- | ---- | ------- |
| Población  | 9339 | 9293    |
| Diferencia |      | −0,49 % |

Banská Štiavnica tenía una población de 9293 habitantes al 31 de diciembre de 2024. Según el censo de 2001 el 93.9% de los habitantes era eslovacos y el 2% gitanos. Muchos son descendientes de los germanos de los Cárpatos, quienes jugaron un papel importante en la historia medieval de la ciudad.
Un 65% de los habitantes eran católico romanos, un 18.9% no tenía afiliación religiosa y un 7.6% eran luteranos.

## Personas célebres
- Jozef Karol Hell, inventor e ingeniero minero
- Maximilian Hell, astrónomo
- Dezo Hoffmann, fotógrafo
- Nikolaus Joseph von Jacquin, científico
- Andrej Kmeť, científico
- Domokos Kosáry, científico
- Ľudovít Lačný, creador de problemas de ajedrez
- Master MS, pintor
- Samuel Mikovíny, matemático, ingeniero y cartógrafo.
- Alexander Pituk, creador de problemas de ajedrez
- Zdenka Predná, cantante de música Pop y Electrónica
- Magda Vášáryová, actriz y diplomática

## Ciudades hermanadas
Banská Štiavnica tiene seis ciudades hermanadas, entre ellas:
- - Huenenberg, Suiza
- - Moravská Třebová, República Checa
- - Ptuj, Eslovenia
- - Soragna, Italia

## Galería

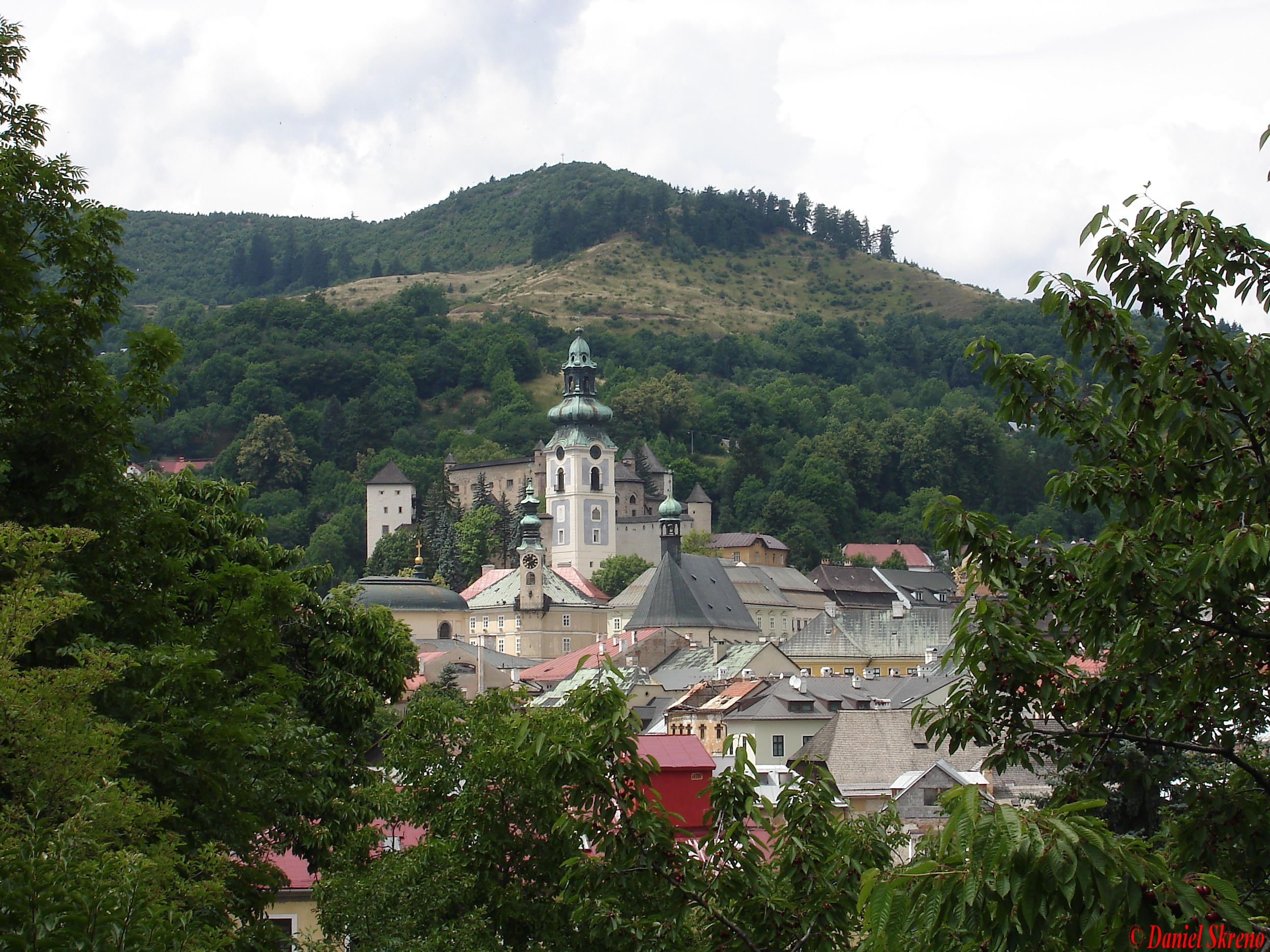
Imagen general.
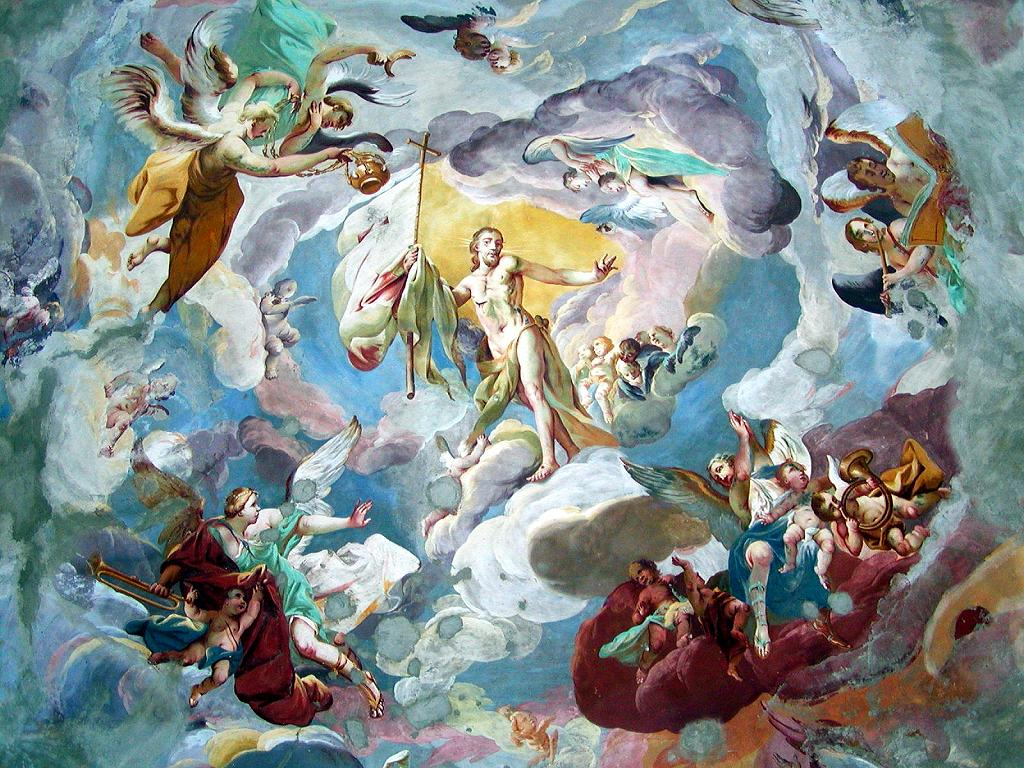
Fresco en Kalvária.
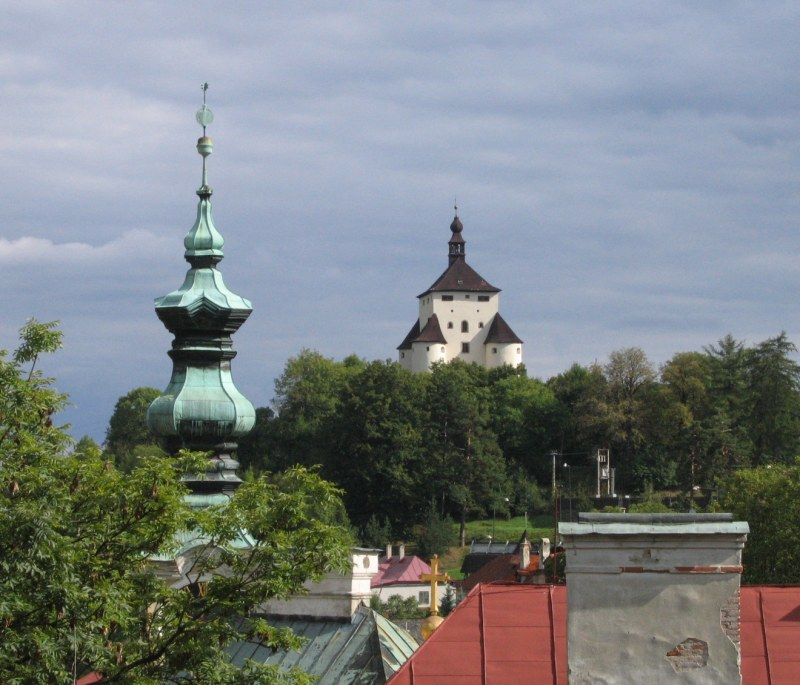
Nový zámok.
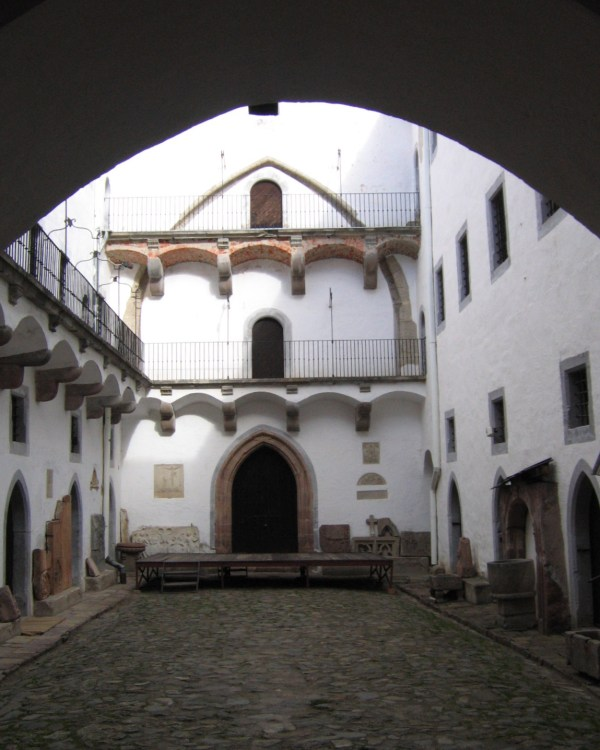
Starý zámok.
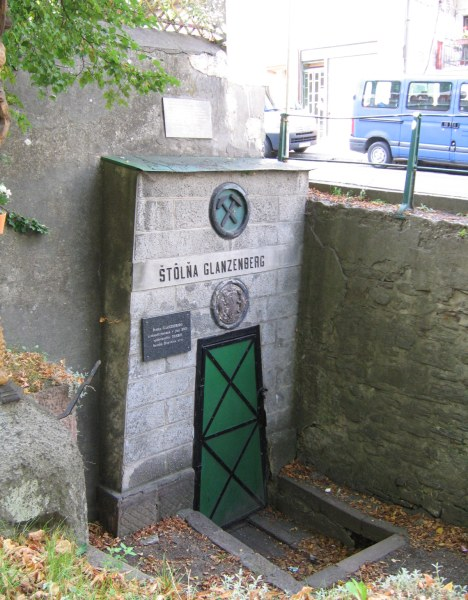
Entrada a la mina Glanzenberg.